# Gianluca Paparesta
Gianluca Paparesta (Bari, 25 mei 1969) is een voormalig voetbalscheidsrechter uit Italië, die actief was op het hoogste niveau van 1997 tot 2008. Paparesta maakte zijn debuut in de hoogste afdeling van het Italiaanse profvoetbal (Serie A) op 16 mei 1998 in de competitiewedstrijd Vicenza–Udinese (1-3). Hij floot in totaal 135 wedstrijden in de Serie A en 83 duels in de Serie B. Paparesta was betrokken bij het Italiaans voetbalschandaal uit 2006.